# Bejsnap Kirke
Bejsnap Kirke ligger i Ølgod Sogn. Bejsnap Kirke ligger i Ølgod sogns østlige del, opført 1892 i rundbuestil og tegnet af J.B. Løffler.
Kirken, der er en landsbykirke, ligger mellem Hejbøl og Krusbjerg. Blandt de kendte, der er begravet på Bejsnap Kirkegård er Salomon Frifelt.

## Eksterne kilder og henvisninger
- Wikimedia Commons har flere filer relateret til Bejsnap Kirke
- Bejsnap Kirke
- Søg efter begravede på Bejsnap Kirkegård
- Bejsnap Kirke på KortTilKirken.dk